# Lijst van beschermd erfgoed in Neupré
Onderstaande tabel geeft een overzicht van de beschermde erfgoederen in de gemeente Neupré. Het beschermd erfgoed maakt deel uit van het cultureel erfgoed in België.
| Object | Bouwjaar/architect | Deelgemeente | Adres | Coördinaten                   | Nummer?                | Afbeelding                                  |
| --- | ------------------ | ------------ | ----- | ----------------------------- | ---------------------- | ------------------------------------------- |
| De boerderij "Li Rodge Mohone" |                    |              |       | 50° 33' 1" NB, 5° 26' 51" OL  | 62121-CLT-0002-01 Info | De boerderij "Li Rodge Mohone"              |
| Het hele gebied genaamd "Roche aux Faucons" |                    |              |       | 50° 33' 3" NB, 5° 33' 16" OL  | 62121-CLT-0004-01 Info | Het hele gebied genaamd "Roche aux Faucons" |
| De rots genaamd "Roche aux Faucons" |                    |              |       | 50° 33' 3" NB, 5° 33' 16" OL  | 62121-PEX-0001-01 Info | De rots genaamd "Roche aux Faucons"         |
| Kasteelhoeve en kapel Saint-Donat, gevels en daken, de omringende muren van nrs. 77 - 79 en de totaliteit van de kasteelhoeve, de kapel en de omliggende gebieden |                    |              |       | 50° 32' 6" NB, 5° 32' 22" OL  | 62121-CLT-0005-01 Info |                                             |
| Uitkijkpunt over de Ourthe langs de weg naar Plainevaux te Beauregard                                                                                             |                    |              |       | 50° 32' 55" NB, 5° 31' 46" OL | 62121-CLT-0007-01 Info |                                             |
| Reservaat in het bos van Vecquée (+SERAING/Seraing) |                    |              |       | 50° 33' 4" NB, 5° 31' 2" OL   | 62121-CLT-0008-01 Info |                                             |
| Bosgebied van Vecquée (+SERAING/Seraing) |                    |              |       | 50° 34' 40" NB, 5° 31' 8" OL  | 62121-CLT-0009-01 Info |                                             |